# لاري بيلشر
لاري بيلشر هو سياسي أمريكي، ولد في 4 أبريل 1947 في كامبلسفيل في الولايات المتحدة، وتوفي في 6 أكتوبر 2008 في مقاطعة إدمونسون في الولايات المتحدة. نشط حزبياً في الحزب الديمقراطي. وقد انتخب عضو مجلس نواب كنتاكي ‏.